# An Hòa, Sa Đéc
An Hòa là một phường cũ thuộc thành phố Sa Đéc, tỉnh Đồng Tháp, Việt Nam.

## Địa lý
Phường An Hòa có vị trí địa lý:
- Phía đông giáp Phường 1
- Phía tây giáp huyện Lai Vung và xã Tân Quy Tây
- Phía nam giáp xã Tân Phú Đông
- Phía bắc giáp phường Tân Quy Đông.

Phường An Hòa có diện tích 6,41 km², dân số năm 2004 là 7.490 người, mật độ dân số đạt 1.168 người/km².

## Hành chính
Phường An Hòa được chia thành 4 khóm: Tân An, Tân Bình, Tân Hòa, Tân Thuận.

## Lịch sử
Địa bàn phường An Hòa trước đây thuộc xã Tân Quy Tây, thị xã Sa Đéc.
Ngày 30 tháng 11 năm 2004, Chính phủ ban hành Nghị định số 194/2004/NĐ-CP. Theo đó, thành lập phường An Hòa trên cơ sở 641,10 ha diện tích tự nhiên và 7.490 người của xã Tân Quy Tây.
Ngày 14 tháng 10 năm 2013, Chính phủ ban hành Nghị quyết số 113/NQ-CP về việc thành lập thành phố Sa Đéc thuộc tỉnh Đồng Tháp. Phường An Hòa trực thuộc thành phố Sa Đéc.